# Shahrestān-e Garmsār
Shahrestān-e Garmsār (persiska: شهرستان گرمسار, گرمسار) är en delprovins (shahrestan) i Iran.   Den ligger i provinsen Semnan, i den centrala delen av landet, 110 km sydost om huvudstaden Teheran.
Delprovinsen hade 77 421 invånare 2016.